# Room Service (Roxette)
Room Service è un album registrato in studio del duo pop svedese Roxette, pubblicato nel 2001 dalla EMI.

## Il disco
Room Service è  il settimo album del duo pop Roxette, caratterizzato da sonorità synthpop, ed anticipato dal singolo The Centre of the Heart.
Altri singoli estratti sono Real Sugar, presentato anche al Festivalbar, e Milk and Toast and Honey.

## Tracce

### Disco 1 (Versione Standard)
1. Real Sugar - 3:17
2. The Centre of the Heart - 3:22
3. Milk And Toast and Honey - 4:04
4. Jefferson - 3:51
5. Little Girl - 3:36
6. Looking for Jane - 3:19
7. Bringing Me Down to My Knees - 3:48
8. Make My Head Go Pop - 3:22
9. Try (Just a Little Bit Harder) - 3:13
10. Fool - 3:52
11. It Takes You No Time to Get Here - 3:35
12. My World, My Love, My Life - 4:02
13. Entering Your Heart - 4:34 Bonus Track

- In Giappone pubblicato con Entering Your Heart

### Disco 2 (Bonus CD)
1. The Centre Of The Heart [Stonebridge Club Mix]
2. The Centre Of The Heart [Yoga Remix]
3. Real Sugar [Shooting Star Treatment]
4. Milk And Toast And Honey [Active Dance Remix]
5. It Will Take A Long Long Time [Modern Rock Version]
6. Entering Your Heart
7. The Centre Of The Heart [Video Clip]

- pubblicato in Sud Africa come secondo CD

## Versione 2009 "Rox Archives vol. 7 / File Under Pop"
1. Real Sugar - 3:17
2. The Centre Of The Heart - 3:22
3. Milk And Toast And Honey - 4:04
4. Jefferson - 3:51
5. Little Girl - 3:36
6. Looking For Jane - 3:19
7. Bringing Me Down To My Knees - 3:48
8. Make My Head Go Pop - 3:22
9. Try (Just A Little Bit Harder) - 3:13
10. Fool - 3:52
11. It Takes You No Time To Get Here - 3:35
12. My World, My Love, My Life - 4:02

Bonus Tracks su iTunes e CD
1. Entering Your Heart [B-Side di "The Centre of the Heart"]
2. The Weight of the World [dal Bonus-EP "The Ballad Hits"]
3. Bla Bla Bla Bla Bla (You Broke My Heart) [dal Bonus-EP "The Pop Hits"]

Bonus Tracks su iTunes
1. Every Day [dal Bonus-EP "The Ballad Hits"]
2. Bla Bla Bla Bla Bla (You Broke My Heart) [Demo][da "The RoxBox"]
3. All I Ever Wanted [Demo][da "The RoxBox"]
4. Stupid [dal Bonus-EP "The Pop Hits"]

## Singoli
- The Centre of the Heart
- Real Sugar
- Milk and Toast and Honey